# Ancoraspora
Ancoraspora är ett släkte av svampar. Ancoraspora ingår i divisionen sporsäcksvampar och riket svampar.